# Robert Wilson (regisseur)
Robert Wilson (Waco (Texas), 4 oktober 1941 – Water Mill (New York), 31 juli 2025) was een Amerikaanse experimentele regisseur van theaterstukken en opera's, toneelschrijver, choreograaf, performer, schilder, beeldend kunstenaar, videokunstenaar en geluids- en lichtontwerper. Hij regisseerde de opera Einstein on the Beach, die hij samen met componist Philip Glass en choreografe Lucinda Childs maakte.

## Biografie
Wilson werd geboren in Waco, Texas, als zoon van Loree Velma Hamilton en advocaat DM Wilson. In 1959 begon hij aan een opleiding bedrijfskunde aan de Universiteit van Texas, maar in 1962 brak hij die studie af omdat hij meer interesse had in kunst. Wilsons vader zag zijn homoseksuele geaardheid als een ziekte die genezen moest worden. De emotionele problemen die dit veroorzaakte, leidden er toe dat hij Texas verliet. Al bleef die staat altijd deel van zijn persoonlijkheid: "Het landschap van Texas zit in al mijn werk. Dat licht en die lucht." In 1963 verhuisde hij naar Brooklyn in New York. Hij studeerde schilderkunst bij abstract expressionist George McNeil en binnenhuisarchitectuur aan het Pratt Institute. Na zijn afstuderen in 1966 richtte hij in 1968 zijn eerste experimentele theatergroep op: The Byrd Hoffman School of Byrds, met zijn loft in SoHo als thuisbasis. Met dit gezelschap regisseerde hij zijn eerste werken, zoals The King of Spain (1969) en The Life and Times of Sigmund Freud (1969).
In de jaren zeventig ging hij zich ook toeleggen op opera. In 1971 maakte hij de zeven uur lange "stille opera" Deafman Glance, die in première ging in New York en vervolgens vertoond werd op het Festival de Nancy en in Parijs. Hiermee vestigde hij internationaal zijn reputatie. Surrealist Louis Aragon schreef toen het volgende over Wilson in een brief aan André Breton: "Hij is wat wij, de vaders van het surrealisme, droomden dat na ons zou komen en dat ons zou voorbijsteken". Tijdens deze periode werkten de meeste avant-garde theatermakers met publieksparticipatie, terwijl Wilson de theatraliteit opnieuw centraal op het podium plaatste. In Nederland was zijn werk al vanaf 1971 te zien bij het Holland Festival en het Mickerytheater.
Sommige van zijn debuutstukken kenmerken zich door een enorme schaalvergroting in tijd en ruimte. The Life and Times of Joseph Stalin (1973) duurde bijvoorbeeld twaalf uur. In 1972 regisseerde hij voor het Shiraz Arts Festival in Iran KA MOUNTAIN AND GUARDenia TERRACE: a story about a family and some people changing, een voorstelling die zeven dagen duurde, of 168 uren, verspreid over zeven heuvels, waaraan 700 mensen meewerkten.

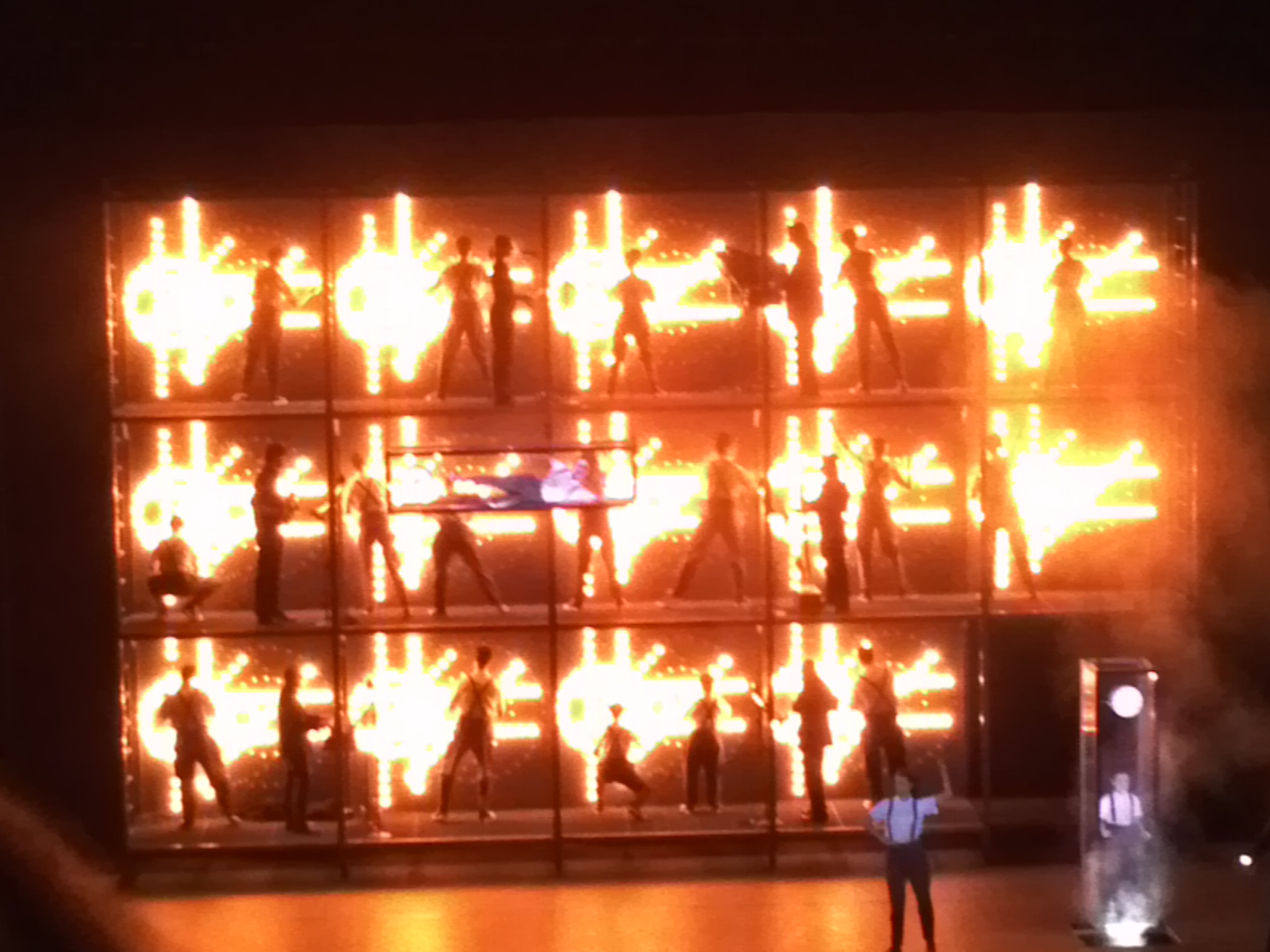
Einstein on the Beach gallery photograph

De opera Einstein on the Beach, die hij maakte met componist Philip Glass en choreograaf Lucinda Childs, ging in 1976 in première op het Festival van Avignon. Toen Wilson en Glass besloten om een opera te wijden aan een historisch figuur, kwam die eerste met het voorstel om iets rond Charlie Chaplin of Adolf Hitler te maken. Glass schoof Mahatma Gandhi naar voor als alternatief. Uiteindelijk werd geopteerd voor Albert Einstein, als compromis. De opera was een metaforische blik op de man wiens theorieën leidden tot het splitsen van het atoom. Er zat geen duidelijke plot in de voorstelling, maar de laatste scene eindigde met een nucleaire holocaust. Deze voorstelling brak alle regels van de opera. De tekst bestond grotendeels uit cijfers en symbolen uit de notenleer. Aanvankelijk stonden die op het libretto zodat het koor iets had om mee te oefenen tot de tekst klaar was; maar uiteindelijk werd besloten om geen vervangende tekst te gebruiken. Daarnaast werden enkele cryptische gedichten voorgedragen van de autistische poëet Christopher Knowles, die Wilson had leren kennen door zijn werk met autistische kinderen in New Yorkse scholen. Er zaten ook verwijzingen in naar Patricia Hearst, The Beatles en popidool David Cassidy. Een opvoering van Einstein on the Beach duurt ongeveer vijf uur, zonder pauze, maar het publiek mag de zaal in- en uitlopen. In 2018 en 2019 werd Einstein on the Beach opnieuw uitgevoerd, door Ictus Ensemble en Collegium Vocale Gent, met dirigenten Georges-Elie Octors en Tom De Cock. Zangeres Suzanne Vega nam de rol van de verteller op zich. Deze uitvoering was gefocust op het muzikale aspect. Het ballet van Lucinda Childs dat bij de originele uitvoering hoorde, werd verruild voor "een verfijnd, subtiel lichtplan" van beeldend kunstenares Germaine Kruip, die de verschillende opvoeringsruimtes "herdacht als installatie". Uitvoeringen van deze opera vonden plaats in Concertgebouw Brugge, Theater und Philharmonie Essen, De Doelen in Rotterdam, Muziekgebouw Eindhoven, De Oosterpoort in Groningen, Teatro Arriaga Antzokia in Bilbao, Palau de la Musica in Barcelona, deSingel in Antwerpen en TivoliVredenburg in Utrecht.

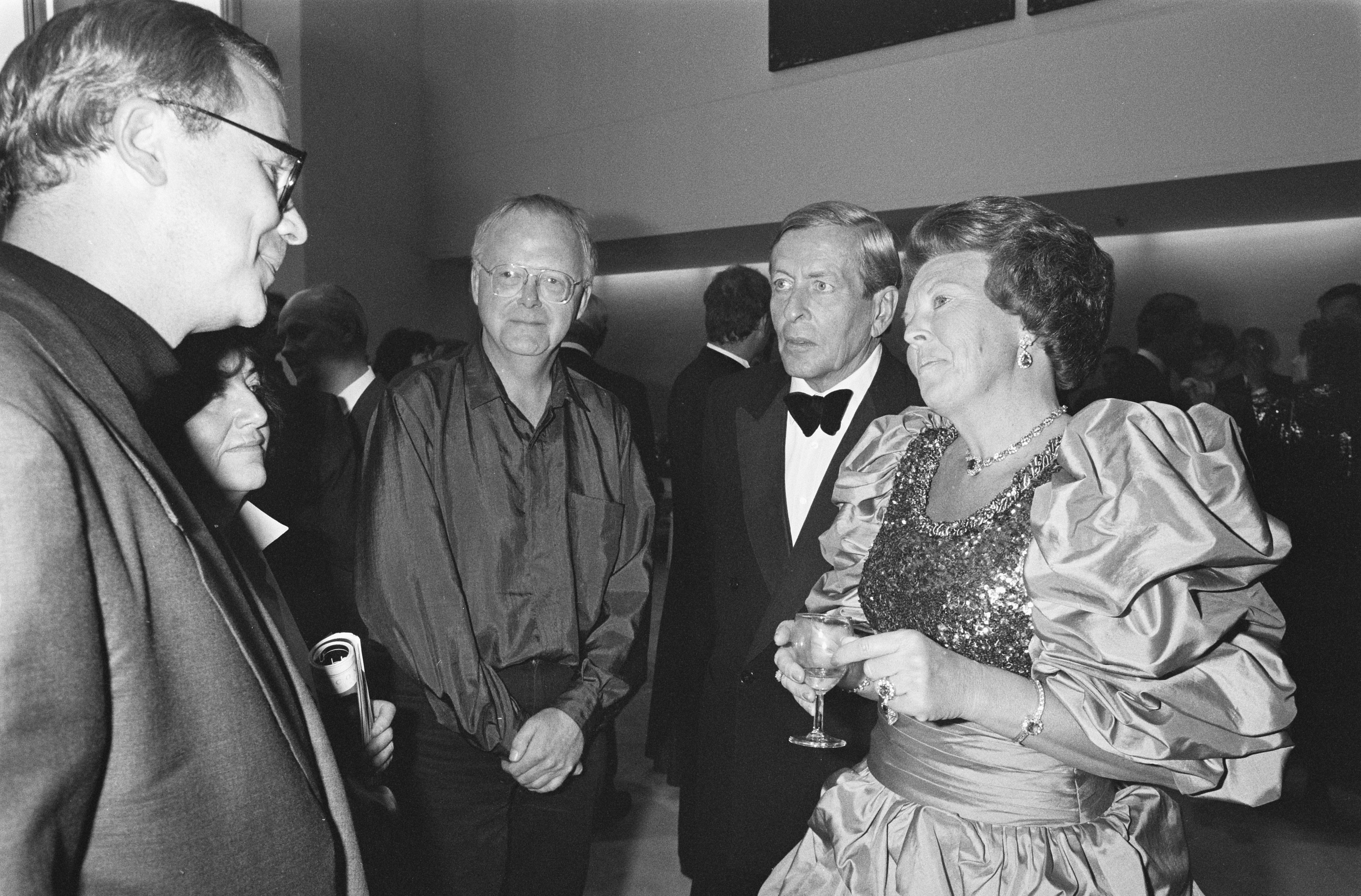
Wilson (links) met Louis Andriessen en het koninklijk paar tijdens het Holland Festival 1989

Gedurende 1983 en '84 plande Wilson een spektakel voor de Olympische Zomerspelen van 1984. CIVIL warS: A Tree Is Best Measured When It Is Down zou uit zes delen bestaan en twaalf uur duren, met muziek van onder andere Philip Glass, David Byrne en Gavin Bryars. De productie was slechts gedeeltelijk voltooid, want het evenement werd afgelast door het Olympic Arts Festival wegens onvoldoende middelen. Vier aparte delen - rond Minneapolis, Keulen, Rome en Rotterdam - werden afgewerkt en uitgevoerd. In het Nederlandse deel zaten verwijzingen naar Mata Hari, Willem De Zwijger en tulpen. In 1986 gaf de jury van de Pulitzerprijs de award voor 'beste drama' aan CIVIL WarS, maar de Pulitzer board verwierp die keuze omdat het stuk nooit in zijn volledigheid uitgevoerd was.
In 1990 creëerde Wilson vier nieuwe producties, in vier verschillende West-Duitse steden: Shakespeare's King Lear in Frankfurt, Tsjechovs Zwanenzang in München, een bewerking van Virginia Woolfs Orlando in West-Berlijn en The Black Rider, een samenwerking van Wilson, Tom Waits en William S. Burroughs, in Hamburg. In 1992 volgde een tweede samenwerking tussen Wilson en Waits: Alice, gebaseerd op Alice's Adventures in Wonderland van Lewis Carroll. Een derde samenwerking tussen Wilson, Waits en diens vrouw Kathleen Brennan volgde in 2000, met Woyzeck, naar het onafgewerkte stuk van Georg Büchner. De productie ging in première in Finland, met in het Engels gezongen liederen en Finse dialogen. Voor opvoeringen elders was ook de dialoog in het Engels.
Wilson richtte in 1991 The Watermill Centre op in Long Island, New York. Dit kunstencentrum is "een laboratorium voor uitvoering". Er vinden workshops, tentoonstellingen en uitvoeringen plaats. Er worden artists in residence uitgenodigd. Het centrum bevindt zich op een 10 hectare grote campus met verschillende tuinen en bevat talloze kunstwerken die door Wilson zijn verzameld.
In 1998 regisseerde Wilson A Dream Play van August Strindberg, eerst in Stockholm, daarna in Nice, Londen en New York. Voor de viering van de honderdste verjaardag van John Cage voerde Wilson op de Ruhrtriennale 2012 diens Lecture on Nothing uit. Deze productie werd daarna ook vertoond in Royce Hall, UCLA en op het Australische Supersense-festival 2019 in het Arts Centre Melbourne.
Samen met acteurs Mikhail Baryshnikov en Willem Dafoe maakte Wilson in 2013 een bewerking van The Old Woman, een stuk van de Russische auteur Daniil Kharms. Het ging in première op het Manchester International Festival, dat ook als producent fungeerde. Co-producenten waren deSingel in Antwerpen, Théâtre de la Ville/Festival d'Automne à Paris en het Spoleto Festival in Italië.
Performance artieste Marina Abramović vroeg aan Wilson om een stuk over haar leven te maken. In 2011 ging The Life and Death of Marina Abramović in première op het Manchester International Festival. Willem Dafoe speelde de verteller; Abramović speelde haar eigen moeder en verschillende versies van zichzelf. De muziek was van Anohni en William Basinski en werd uitgevoerd door onder andere Drew Daniel en Martin Schmidt van elektronische groep Matmos. Dafoe, met een fel oranje pruik en witte make-up, vertelde tussen de bedrijven door over de jeugd van Abramović in communistisch Servië en haar gewelddadige moeder. De performances van Abramović werden voorgesteld in tableaux vivants. De dood van Abramović werd verbeeld op basis van de plannen die zij hiervoor bij een notaris heeft gedeponeerd. Ze wil drie doodskisten in de aarde laten zakken, in Servië, Amsterdam en New York, met slechts in één kist het echte lijk. Dit stuk werd vertoond op het Holland Festival in Amsterdam, in deSingel in Antwerpen, Teatro Real in Madrid, Luminato Theatre in Toronto en Park Avenue Armory in New York.
Walking (2012), een samenwerking met de Nederlandse artiesten Theun Mosk en Boukje Schweigman, bestond uit een deel meditatie en een deel immersive theatre. Tijdens een drie uur durende wandeling in Norfolk werden de deelnemers opgedragen om heel traag te wandelen, terwijl ze langs dramatische geluidsinstallaties passeerden, waaronder door Tom Waits bewerkte opnames van krekels.
Met Les Nègres (2014) bewerkte hij een stuk van Jean Genet, die bevriend was met Huey P. Newton en Angela Davies van de Black Panthers. The Blacks was een aanklacht tegen racisme en vooroordelen. Het had een grote indruk gemaakt op Wilson toen hij het in zijn studententijd zag in New York. Hij bewerkte het op zijn heel eigen manier: eerst kwam het decor, dan de muziek van saxofonist Dicky Landry. De dramaturgie onderzocht de grens tussen gekunsteldheid en realiteit. Dit stuk ging in première in l'Odéon Théâtre de l'Europe en werd vervolgens vertoond in deSingel in Antwerpen en Théâtre National Populaire in Lyon.
Met de Amerikaanse band CocoRosie maakte Wilson in 2019 een bewerking van The Jungle Book, van Rudyard Kipling. Het ging in première in het Grand Théâtre de Luxembourg, gevolgd door opvoeringen in Lyon, Parijs, Aix-en-Provence, Clermont-Ferrand en St. Pölten in Oostenrijk. Geplande voorstellingen bij co-producent deSingel in Antwerpen werden afgelast vanwege de coronacrisis.

## Visuele kunst en design
Naast zijn werk voor het podium, maakt Wilson sculpturen, tekeningen en meubelontwerpen.
In 1976 werden in de Paula Cooper Gallery in New York Wilsons storyboards voor Einstein on the Beach tentoon gesteld. Ze werden door een criticus omschreven als "seriële kunst, een equivalent van het slow-motion tempo van [Wilsons] theaterstijl. In tekening na tekening na tekening wordt een detail voorgesteld, geanalyseerd, verfijnd, herbedacht en vanuit verschillende hoeken bekeken." In 2012 hernam de Cooper Gallery deze expositie, waarna ze langs Europa, Canada, Mexico en Hong Kong reisde.
Tussen 2004 en 2005 werkte Wilson voor de televisiezender LAB HD, een kanaal voor videokunst en experimentele film van Voom HD Networks. Hier maakte hij tientallen high-definition video's die hij Voom Portraits noemde. De meeste van deze video-portretten waren van celebrities, zoals Sean Penn, Willem Dafoe, Robert Downey Jr., Isabella Rossellini, Brad Pitt, Winona Ryder en Steve Buscemi, in typische Wilson-ensceneringen. Ryder was bijvoorbeeld tot aan haar schouders begraven in zand, met een pistool en een rode handtas naast haar. Buscemi poseerde met het karkas van een koe. Deze bewegende portretten werden ook getoond in de Paula Cooper Gallery.
In 2013 ontwierp Wilson de set voor het MTV Video Music Awards optreden van de Amerikaanse popzangeres Lady Gaga. Vervolgens was ze te zien in zijn Voom Portraits performance art video Flying, waarin ze naakt ondersteboven hangt, vastgebonden aan touwen. Deze video was onderdeel van Wilsons residentie als gastconservator in het Louvre. Hiervoor koos hij thema's uit de collectie van het museum, die allemaal met de dood te maken hadden. Ze maakten de video's gedurende drie dagen in een studio in Londen, waarbij Gaga 14 of 15 uur achter elkaar moest rechtstaan. De resulterende tentoonstelling, genaamd Living Rooms, omvatte twee videowerken: eentje is geïnspireerd door Jacques-Louis David's The Death of Marat en in het tweede wordt  Mademoiselle Caroline Rivière van Jean-Auguste-Dominique Ingres tot leven gebracht. Het middelpunt van de residentie was een kamer gevuld met voorwerpen uit de persoonlijke collectie van de kunstenaar, waaronder Afrikaanse maskers, oud Chinees keramiek, schoenen gedragen door Marlene Dietrich en een foto van Wilson en Glass die gemaakt werd door Robert Mapplethorpe. Wilsons eerbetoon aan Ingres was in 2015 ook te zien in Bozar in Brussel.
In 2011 ontwierp Wilson in opdracht van het Helsinki Art Museum een kunstpark in Helsinki, gewijd aan de Finse kunstenaar Tapio Wirkkala. Het park is verdeeld in negen 'kamers', waarin huiselijke elementen verwerkt zitten, zoals een schoorsteenmantel. De verschillende kamers worden verlicht door verlichtingselementen die op staande lampen lijken.

## Stijl

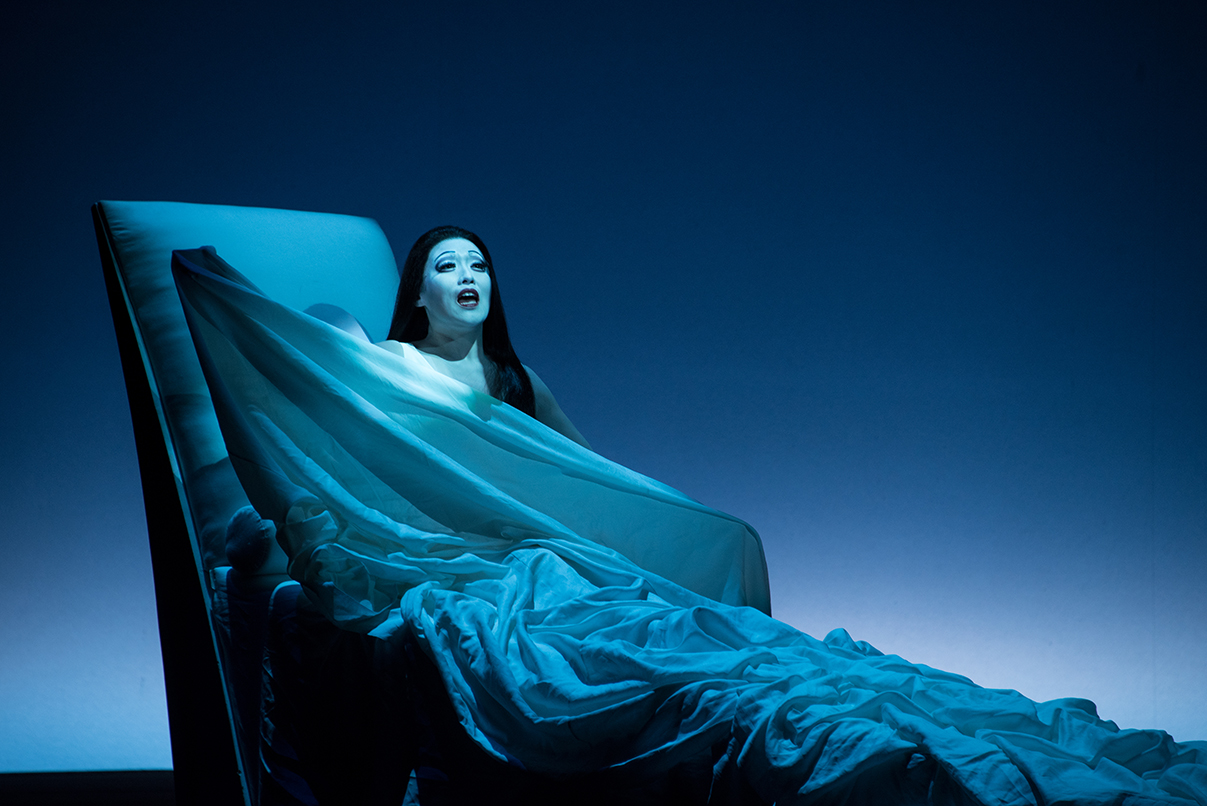
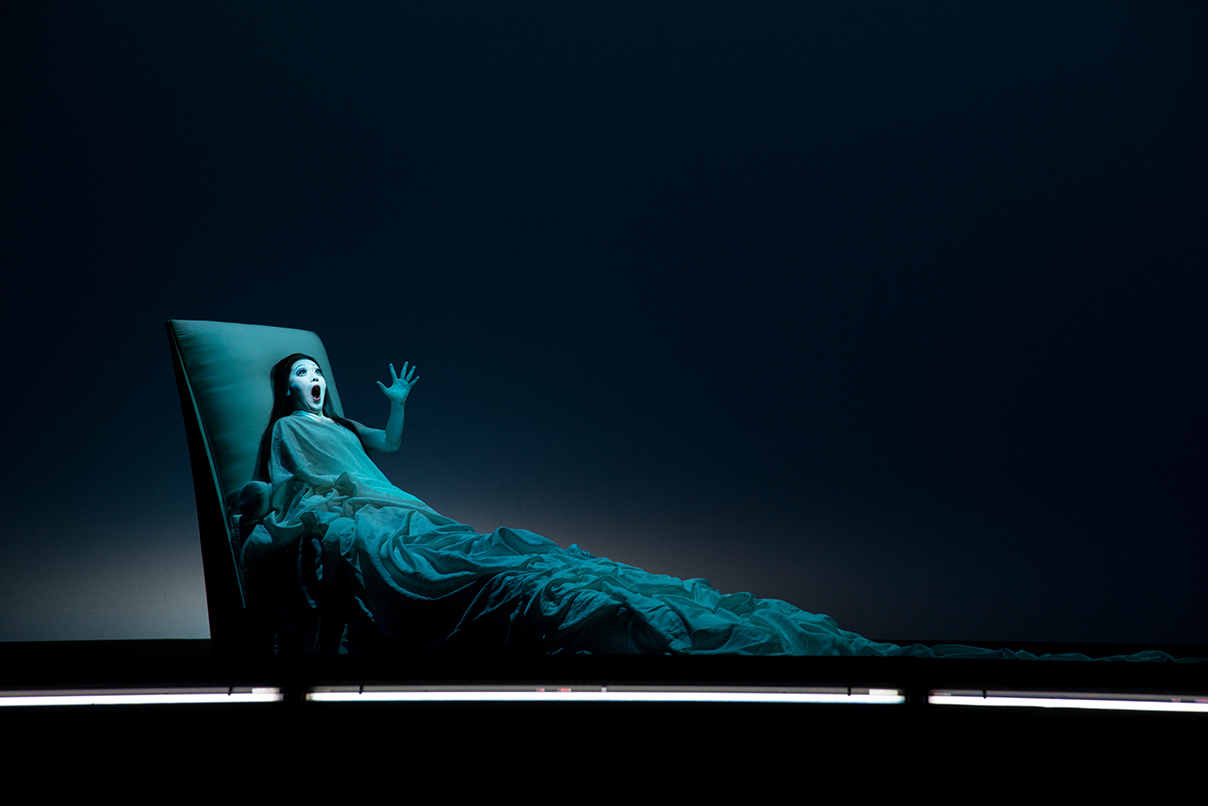

De twee afbeeldingen hierboven - van Christian Michelides (links) en Francisco Peralta Torrejón (rechts) - tonen zijn La traviata in het Musiktheater Linz (2015), met Violetta Valéry kort voor haar dood.
Wilson heeft een nieuw theatervocabularium voor het hedendaagse theater gecreëerd. Zijn oeuvre druist in tegen de aan het woord gebonden wetten van het naturalisme. Hij verruimde het begrip toneel tot performance art, waarin alle podiumkunsten aan bod kunnen komen. In zijn producties komt een volstrekt autonome wereld tot uiting met een eigen logica, gebruik makend van zeer gesofisticeerd licht en geluid. In zijn theateropvatting is er vaak geen karakterontwikkeling of verhaal, maar een serie van tableaux vivants. Hoewel Wilson zich later in zijn carrière meer begon te richten op conventionelere vormen van opera en theater, interpreteerde hij dat op zijn eigen manier. Zelf vertelde hij het volgende over zijn werkwijze aan het Manchester International Festival, naar aanleiding van zijn productie van The Old Woman: "Normaal begin ik eerst met het licht en dan met beweging. Tekst en klank voeg ik later toe. Ik ontwerp een scene, dan ga ik naar de volgende en ik ga na hoe die onderling verschillen. Wanneer ik ten slotte een schets van het hele werk heb, keer ik terug naar het begin, breng ik veranderingen aan en voeg ik details toe. Tenslotte werk ik met make-up en kostuums, en bepaal ik de opbouw van tijd en ruimte. Vaak verwissel ik dingen tot de onderdelen elkaar ondersteunen of complementeren."

### Taal
Tom Waits zei dit over Wilsons unieke woordgebruik:
"Words for Bob are like tacks on the kitchen floor in the dark of night and you're barefoot. So Bob clears a path he can walk through words without getting hurt. Bob changes the values and shapes of words. In some sense they take on more meaning; in some cases, less." ("Woorden zijn voor Bob als punaises op de keukenvloer, waar het donker is en je bent blootsvoets. Dus maakt Bob een pad doorheen de woorden waarop hij kan wandelen zonder zich te bezeren. Bob verandert de waarde en vorm van woorden. Op een bepaalde manier betekenen ze méér, maar soms ook minder." 
Wilson zei dat het werk van Gertrude Stein belangrijk was voor de ontwikkeling van zijn taalgevoel. Het luisteren naar opnames van haar stem heeft "zijn manier van denken voor altijd veranderd". Hij regisseerde drie van Stein's werken: Doctor Faustus Lights the Lights (1992), Four Saints in Three Acts (1996) en Saints and Singing (1998).
Door gebruik te maken van zijn ervaring met les geven aan verstandelijk gehandicapte kinderen en de medewerking van de autistische dichter Christopher Knowles heeft Wilson de taal vanuit vele gezichtspunten benaderd. Wilson omarmt dit door bijvoorbeeld hedendaagse taal en "pre-verbaal geschreeuw" naast elkaar te plaatsen, in een poging zijn publiek te laten zien hoe ongrijpbaar taal  is en hoe ze steeds in verandering blijft. Het visueel tonen van woorden is een andere methode die hij gebruikt om de schoonheid van taal te laten zien. Vaak zijn zijn decorontwerpen, programma-covers en posters met woorden bedekt. Hierdoor kan het publiek naar de taal zelf kijken.

Het gebrek aan taal is ook essentieel in Wilsons werk. Op dezelfde manier waarop een kunstenaar positieve en negatieve ruimte gebruikt, gebruikt Wilson geluid en stilte. Bij het werken aan een productie van King Lear beschreef Wilson de noodzaak van stilte:
"The way actors are trained here is wrong. All they think about is interpreting a text. They worry about how to speak words and know nothing about their bodies. You see that by the way they walk. They don't understand the weight of a gesture in space. A good actor can command an audience by moving one finger." ("De manier waarop acteurs opgeleid worden is verkeerd. Ze denken alleen maar aan het interpreteren van een tekst. Ze zijn bezorgd over hoe ze woorden moeten uitspreken, maar weten niets over hun lichamen. Je kan dat zien aan de manier waarop ze zich voortbewegen. Ze kennen het belang niet dat een gebaar heeft in de ruimte. Een goeie acteur heeft het publiek mee met één beweging van zijn vinger.")
Toneelschrijver Eugène Ionesco zei dat Wilson "Beckett overtrof" omdat "[Wilsons] stilte een stilte is die spreekt". Deze stilte op het podium is misschien verontrustend voor de toeschouwers, maar laat zien hoe belangrijk taal is door de afwezigheid ervan.
Een andere techniek die Wilson gebruikt, is onderzoeken wat dezelfde woorden voor verschillende personage kunnen betekenen. In zijn stuk I was sitting on my patio this guy appeared I thought I was hallucinating hielden twee personages dezelfde monoloog over het bewustzijn. De verschillende accenten en voordrachten gaven twee verschillende betekenissen aan de monoloog. Het publiek vond het moeilijk te geloven dat ze twee keer dezelfde monoloog hoorden.

### Beweging
Beweging is een ander belangrijk element in Wilsons werk. Als danser ziet hij het belang in van de manier waarop een acteur zich op het podium beweegt en kent hij het gewicht dat beweging draagt. Tijdens zijn audities maakt Wilson vaak een uitgebreide bewegingssequentie en vraagt hij de acteur om die te herhalen. Seth Goldstein, een acteur in CIVIL WarS zei hierover: "Elke beweging vanaf het moment dat ik het podium opliep werd gechoreografeerd tot op de seconde. Tijdens de scène aan tafel hoefde ik alleen maar bewegingen te tellen. Het enige waar ik aan dacht, was timing." Wilson besteedt veel aandacht aan de tekst en zorgt er voor dat er genoeg "ruimte" rond een tekst is, zodat het publiek deze kan opzuigen. Hij doet dit door het ritme van de tekst te laten verschillen van dat van de beweging, zodat zijn publiek ze kan zien als twee totaal verschillende stukken. Hierover zei hij:
"I know it's hell to separate text and movement and maintain two different rhythms. It takes time to train yourself to keep tongue and body working against each other. But things happen with the body that have nothing to do with what we say. It's more interesting if the mind and the body are in two different places, occupying different zones of reality." ("Ik weet dat het zeer moeilijk is om tekst en beweging te scheiden en twee verschillende ritmes aan te houden. Je moet de tijd nemen om je tong en je lichaam te trainen om elkaar tegen te werken. Maar er gebeuren dingen in ons lichaam die niks te maken hebben met wat we zeggen. Het is veel interessanter als lichaam en geest op twee verschillende plaatsen zijn en zich in verschillende bestaansniveaus bevinden.")
Ook een gebrek aan beweging kan belang hebben volgens Wilson. In zijn productie van Medea arrangeerde hij een scène waarin de leadzangeres stilstond terwijl de rest van de cast om haar heen bewoog. Wilson herinnerde zich dat "ze klaagde dat als ik haar geen bewegingen gaf, niemand haar zou opmerken. Ik vertelde haar dat als ze wist hoe ze moest staan, iedereen naar haar zou kijken. Ik zei haar dat ze moest staan als een marmeren beeld van een godin die al duizend jaar op dezelfde plek had gestaan."

### Verlichting
Wilson verklaarde dat licht "het belangrijkste onderdeel van theater" is. Hij is van mening dat het lichtontwerp de productie echt tot leven kan brengen. Tom Kamm, de decorontwerper voor Wilson's CIVIL warS, beschreef zijn filosofie: "Een set is voor Wilson een canvas waarop het licht kan vallen als verf". Zelf verklaarde Wilson: "Als je weet hoe je moet belichten, kun je stront op goud laten lijken. Ik schilder, ik bouw, ik componeer met licht. Licht is een toverstaf." Hij ontwerpt licht dat vloeit, in plaats van een uit-en-aan patroon, waardoor zijn belichting bijna een muzikale partituur is."
In zijn ontwerp voor Quartett gebruikte Wilson vierhonderd lichtsignalen in een tijdsbestek van slechts negentig minuten. Het uitwerken van de belichting van een monoloog van vijftien minuten in Quartett duurde twee dagen en een enkel handgebaar nam bijna drie uur in beslag.

### Rekwisieten
Wilson ontwerpt zelf de rekwisieten in zijn producties en soms bouwt hij ze ook zelf. Of het nu gaat om meubels, een gloeilamp of een gigantische krokodil, Wilson behandelt alles als een kunstwerk. Zijn rekwisieten werden verkocht voor bedragen tussen $4.500 en $80.000.

## Tentoonstellingen
Wilson heeft retrospectieve tentoonstellingen gehad in het Centre Georges Pompidou in Parijs (1991) en het Boston Museum of Fine Arts (1991).
Zijn installaties werden tentoon gesteld in het Stedelijk Museum Amsterdam (verschillende keren), Museum Boijmans Van Beuningen in Rotterdam, Clink Street Vaults in Londen (1995), Galerie Nordenhake in Berlijn, het Guggenheim Museum in New York en een door Wilson vormgegeven expo van de modeontwerper Giorgio Armani in het Guggenheim Museum Bilbao.
Zijn eerbetoon aan Isamu Noguchi werd tentoongesteld in het Seattle Art Museum en zijn tentoonstelling Voom Portraits reisde naar Hamburg, Milaan, Miami, Philadelphia en Sao Paulo.
- In 2012 werden zijn videoportretten vertoond op meer dan twintig digitale schermen langs Times Square.[78][79]
- 2014 - Tropical Spring, Hiram Butler Gallery, Houston.[80]
- 2016 - Glass Works, Laffanour Galerie, Parijs.[81]
- 2017 - Tales, Villa Panzo, Milaan.[82]
- 2017 - Black and White, Galeria Luisa Strina, São Paulo.[83]
- 2017 - Robert Wilson in Glass, Fondazione Berengo, Venetië.[84]
- 2018 - Power and Beauty in China’s Last Dynasty, Minneapolis Institute of Art, Minneapolis.[85]
- 2018 - The Hat Makes The Man, Max Ernst Museum, Brühl.[86]
- 2019 - Balthus Unfinished, Musée Cantonal des Beaux-Arts, Lausanne.[87]
- 2019 - A Boy From Texas, Cristina Grajales Gallery, Miami.[88]
- 2020 - Noah's Ark. Van Cleef & Arpels, Parijs.[89]
- 2020 - Der Messias - Zeichnungen, Galerie Thaddaeus Ropac, Salzburg.[90]
- 2020 - Videos and Drawings, Bernier/Eliades galerij, Brussel.[91]

## Onderscheidingen[92]
- 2019 - Centre for Drama, Theatre and Performance Studies Push Forward Lifetime Achievement Award, Canada[93]
- 2014 - Goethe Medal: Lifetime Achievement Award, Goethe-Instituut[94]
- 2014 - Artis Bohemiae Amicis Award, Praag[95]
- 2013 - Paez Medal of Art van VAEA[96]
- 2013 - Olivier Award Best Opera voor Einstein on the Beach[97]
- 2013 - Manchester Theatre Award: Set Design voor The Old Woman[98]
- 2013 - Eredoctoraat van La Sorbonne in Parijs[99]
- 2013 - Eredoctoraat van de City University of New York[100]
- 2010 - Der Steiger Award, Bochum[101]
- 2010 - Jerome Robbins award, New York[102]
- 2009 - Trophée des Arts Award, Alliance Française[103]
- 2009 - Medaille voor Kunst en Wetenschappen van de stad Hamburg[104]
- 2009 - Hein Heckroth-prijs - Lifetime Achievement for Scenic Design[105]
- 2007 - Rosa d'Oro, uitgereikt door David Hockney, Palermo[106]
- 2005 - Louise T. Blouin Foundation Award, New York[107]
- 2005 - Texas Medal of Arts, Texas Cultural Trust Council, Austin[108]
- 2003 - Commandeur des arts et des lettres[109]
- 2001 - Lifetime Achievement Award, National Design Awards, New York[110]
- 2000 - Honorary Member van de American Academy of Arts and Letters[111]
- 1998 - Harvard Excellence in Design Award, Cambridge[112]
- 1997 - Premio Europa per Taormina Arte[113]
- 1996 - Dorothy & Lillian Gish prize[114]
- 1993 - Gouden Leeuw voor beeldhouwkunst, Biënnale, Venetië[115][116]
- 1990 - Deutscher Kritikerpreis voor The Black Rider
- 1989 - Grand Prize, Barcelona Biennale Festival of Cinema Art voor La Femme à la Cafetière video
- 1989 - Premio Abbiati, Best Production of the Year, Italian Theater Critics Award voor Dr. Faustus
- 1987 - Bessie Award voor CIVIL warS–Knee Plays
- 1986 - Obie Award for Direction voor Hamletmachine
- 1985 - Franklin Furnace Award voor Einstein on the Beach
- 1984 - First Prize, San Sebastian Film and Video Festival voor Stations
- 1979 - Deutscher Kritikerpreis voor Death Destruction & Detroit
- 1977 - Eerste prijs van Le Sydicat de la Critique Musicale voor Einstein on the Beach
- 1977 - Grand Prize, BITEF (Belgrado) voor Einstein on the Beach
- 1977 - Lumen Award for Design voor Einstein on the Beach
- 1975 - Rockefeller Foundation Fellowship
- 1974 - OBIE Special Award Citation for Direction voor The Life and Times of Joseph Stalin
- 1971 - Drama Desk Award voor beste regisseur voor Deafman Glance
- 1970 - Le Syndicat de la Critique Musicale Award voor Beste Buitenlandse Theaterstuk voor Deafman Glance

## Werken
- The King of Spain, 1969
- The Life and Times of Sigmund Freud, 1969
- Deafman Glance (film) (with Raymond Andrews), 1970
- KA MOUNTAIN AND GUARDenia TERRACE: a story about a family and some people changing, 1972
- The Life and Times of Joseph Stalin, 1973
- A Letter for Queen Victoria, 1974
- Einstein on the Beach (met Philip Glass), 1976
- I Was Sitting on My Patio This Guy Appeared I Thought I Was Hallucinating, 1977
- Death Destruction & Detroit, 1979
- Edison, 1979
- Die Goldenen Fenster, 1979
- Stations, 1982
- Civil Wars: A Tree Is Best Measured When It Is Down, 1984
- Shakespeare's King Lear, 1985
- Heiner Müller's Hamletmachine, 1986
- Euripides' Alcestis, 1986–1987
- Death Destruction & Detroit II, 1987
- Le martyre de Saint Sébastien, 1988
- Orlando (naar Virginia Woolf), 1989
- Louis Andriessen's De Materie, 1989
- The Black Rider (met William S. Burroughs en Tom Waits), 1990
- Richard Wagner's Parsifal, Hamburg, 1991[117]
- Alice (met Tom Waits en Paul Schmidt), 1992
- Gertrude Stein's Doctor Faustus Lights the Lights, 1992[118]
- Skin, Meat, Bone (met Alvin Lucier), 1994
- The Meek Girl (naar Fjodor Dostojevski), 1994[119]
- Timerocker (met Lou Reed), 1997
- La Maladie de la Mort, 1997[120]
- O Corvo Branco (met Philip Glass), 1998
- Monsters of Grace (met Philip Glass), 1998
- Lohengrin, voor de Metropolitan Opera, 1998
- Wings on Rock, 1998
- Bertolt Brecht's The Flight Across the Ocean, 1998
- Saints and Singing, 1998[121]
- The Days Before – Death Destruction & Detroit III, (met Ryuichi Sakamoto), Lincoln Center, 1999

- Richard Wagner's Der Ring des Nibelungen, Zurich Opera, 1999
- POEtry, (met Lou Reed), 2000
- 14 Stations (installatie), 2000
- Hot Water (multimedia concert, met Tzimon Barto), 2000
- Woyzeck (met Tom Waits), 2000
- Persephone, 2001
- Richard Strauss's Die Frau ohne Schatten (Opéra Bastille), 2002
- Isamu Noguchi exhibition, 2003
- The Temptation of Saint Anthony (met Bernice Johnson Reagon), Opéra National de Paris, 2003
- Aida, Royal Opera House (Covent Garden), 2003[122]
- I La Galigo, 2004
- Jean de La Fontaine's The Fables, 2005
- Henrik Ibsen's Peer Gynt, 2005
- Georg Büchner's Leonce and Lena, 2006
- VOOM Portraits, exhibition, 2007
- Bertolt Brecht's The Threepenny Opera, met Berliner Ensemble, 2007
- Samuel Beckett's Happy Days, 2008
- Rumi, 2008
- Faust, 2008
- Sonnets (naar Shakespeare, met Rufus Wainwright), Berliner Ensemble, 2009
- [KOOL – Dancing in my mind], (naar Suzushi Hanayagi), 2009
- Carl Maria von Weber's Der Freischütz (met Thomas Hengelbrock), 2009
- Beckett's Krapp's Last Tape, 2009
- L'Orfeo van Claudio Monteverdi, La Scala, Milaan, 2009
- Káťa Kabanová, van Leoš Janáček, Národní divadlo, Praag, 2010
- Věc Makropulos, van Karel Čapek, Stavovské divadlo, Praag, 2010
- Oh les beaux jours van Samuel Beckett, 2010
- The Grand Voyage, 2010[123]

- The Life and Death of Marina Abramović, met Marina Abramović, 2011
- Il ritorno d'Ulisse in patria, Claudio Monteverdi, La Scala, Milaan, 2011
- Claude Debussy's Pelléas et Mélisande, Teatro Real de Madrid,2011
- Mind gap exhibition, Norwegian Museum of Science and Technology, 2011
- Peter Pan, met CocoRosie, 2013
- The Old Woman (met Willem Dafoe en Mikhail Baryshnikov), 2013
- 1914, 2014
- Rhinocéros van Eugène Ionesco, 2014[124]
- Les Nègres, 2014
- Faust I and II (met Herbert Grönemeyer), 2015
- Adam's Passion, 2015
- Pushkin's Fairy Tales (met CocoRosie), 2015
- La Traviata, 2016[125]
- Der Sandmann, van E.T.A. Hoffmann, met Anna Calvi, 2017[126]
- Mary Said What She Said (met Isabelle Huppert), 2019[127]
- Jungle Book (met CocoRosie), 2019[128]
- Der Messias, 2020[129]